# Хистамин
Хистаминът е органично съединение, отделяно в човешкия организъм при алергична реакция.

## Описание
Хистаминът се открива във всички телесни течности. Той разширява кръвоносните съдове и свива влакната на гладките мускули, кожата се подува с цел да се защити организмът. Характерните за алергиите симптоми в повечето случаи се дължат именно на освобождаването на големи количества хистамин.